# Помолвка в Цюрихе
«Помолвка в Цюрихе» (нем. Die Zürcher Verlobung) — немецкий художественный фильм 1957 года режиссёра Хельмута Койтнера по одноимённому роману Барбары Ноак.

## Сюжет
Молодая писательница из Гамбурга Юлиана Томас приезжает в гости к своему дяде Юлиусу, берлинскому стоматологу, чтобы отвлечься от неприятных мыслей после расставания со своим другом Юргеном. Подрабатывая ассистентом в стоматологическом кабинете дяди Юлиуса, Юлиана знакомится с весьма бесцеремонным пациентом с характерным прозвищем Бюффель («Буйвол»), жалующимся на острую зубную боль. Бюффеля сопровождает друг, очаровательный цюрихский доктор Жан Бернер, в которого Юльхен влюбляется по уши с первого взгляда. Случайное знакомство не имело бы продолжения, если бы через некоторое время Юлиану не пригласили представить на одной из киностудий свой сценарий, написанный по мотивам истории любви ассистентки стоматолога и цюрихского доктора. Режиссёром, собиравшимся снять кино по сценарию Юлианы, оказывается тот самый неприятный ей Бюффель, которого в действительности зовут Пауль Франк.
Однако Юлиана, как оказывается, понравилась Бюффелю. Он подмечает ложь в заявлении Юлианы о том, что на приближающееся Рождество у неё назначена помолвка в Цюрихе, и использует эту придуманную Юлианой историю как удобный повод, чтобы предложить ей добраться в Цюрих на его машине, поскольку он сам собирается в Санкт-Мориц праздновать Новый год.
В надежде вновь увидеться с другом Бюффеля Жаном Юлиана соглашается ехать с Бюффелем. Чтобы не остаться в Цюрихе, она придумывает историю о том, что её помолвка переносится по причине смерти отца жениха. Путь к Жану тем самым открыт, и комедия положений в интерпретации Хельмута Койтнера начинается.

## В ролях
- Лизелотта Пульвер — Юлиана Томас
- Пауль Хубшмид — доктор Жан Бернер
- Бернхард Викки — Пауль Франк
- Вольфганг Лукши — Юрген Кольбе
- Роланд Кайзер — Хельге Франк (Пипс), сын Пауля Франка
- Рудольф Платте — Эдгар Штефан
- Соня Циман — Соня Циман
- Макс Шмелинг — Макс Шмелинг
- Анни Ондра — Анни Одра